# Heinz Harnisch
Heinz Harnisch (* 8. März 1934) war ein Fußballspieler in der DDR-Oberliga, der höchsten Spielklasse des DDR-Fußball-Verbandes. Dort spielte er für den SC Fortschritt Weißenfels.
Die Betriebssportgemeinschaft (BSG) der Weißenfelser Schuhfabrik spielte von der Gründung der zweitklassigen Fußball-DDR-Liga 1950/51 an stets im Spitzenfeld mit und erreichte 1954/55, umgewandelt zum Sportclub Fortschritt, den Aufstieg in die DDR-Oberliga. Der jüngeren Fußballgeneration angehörend, knüpfte der 20-jährige Heinz Harnisch im Mittelfeld die Fäden, wo er meist auf der linken Seite eingesetzt wurde. Im Herbst 1955 wurde zur Angleichung an den ab 1956 geltenden Kalenderjahr-Spielrhythmus eine einfache Übergangsrunde ausgetragen, in der der SC Fortschritt bereits in der Oberliga mitspielte. Der neue Trainer Herbert Worbs setzte Harnisch für den inhaftierten Franz Straube als zentralen Abwehrspieler ein, und auf dieser Position betritt Harnisch alle 13 Punktspiele. Zu Beginn seiner ersten regulären Oberligasaison 1957 musste Harnisch zunächst seinen früheren Mittelfeldpartner Horst Bechstedt auf dessen Position vertreten, ehe er vom 8. Spieltag an wieder in die zentrale Abwehr zurückkehrte. Nach dem 17. Spieltag verletzte sich Harnisch so schwer, dass er anschließend nicht mehr richtig im Leistungssport Fuß fassen konnte. Zwar wurde er 1956 noch in fünf Punktspielen eingesetzt, davon aber nur noch drei über die volle Spieldauer. 1957 war bereits die letzte Oberligasaison für Harnisch. Trainer Worbs setzte ihn noch in den ersten fünf Punktspielen ein, weil immer wieder wichtige Stammspieler fehlten. Als sich der Spielerstamm wieder stabilisiert hatte, kam Harnisch bis zur Sommerpause nur noch dreimal zum Einsatz. Sein letztes Oberligaspiel bestritt er am 7. Juli 1957 als Einwechselspieler bei der Begegnung SC Aktivist Brieske-Senftenberg – SC Fortschritt Weißenfels (1:2). Einschließlich der Übergangsrunde 1955 hatte Harnisch damit 43 Spiele in der DDR-Oberliga absolviert.